# Jeremy Kagan
Jeremy Kagan (Mount Vernon, 14 dicembre 1945) è un regista, sceneggiatore e produttore televisivo statunitense.

## Biografia
Nato a Mount Vernon, New York, Kagan ha conseguito il B.A. dalla Harvard University nel 1967. Ha continuato a frequentare il neo-costituito Graduate Institute of Film & Television della New York University ed era in prima classe al Conservatorio AFI.

### Carriera cinematografica e televisiva
I crediti cinematografici di Kagan includono il successo al botteghino Heroes (1977), The Big Fix (1978), una commedia thriller politica con Richard Dreyfuss; Gli eletti (1981), dal libro omonimo di Chaim Potok; Il viaggio di Natty Gann (1985); la commedia underground Ragazze, il mostro è innamorato (1989); il film cult della scherma By The Sword (1991); e il film Golda's Balcony (2006), tratto dall'omonima commedia.
È stato anche un prolifico regista televisivo, iniziando già nel 1972 all'età di 26 anni, dirigendo "The Most Crucial Game", episodio della seconda stagione de Colombo. Nel 1996, Kagan ha vinto un Primetime Emmy Award per la miglior regia di una serie drammatica per l'episodio "Leave of Absence" di Chicago Hope. Altri crediti includono il film televisivo Katherine: The Making of an American Revolutionary, che ha anche scritto, e Conspiracy: The Trial of the Chicago 8 per il quale ha vinto il CableACE Award per il miglior speciale drammatico. Kagan ha anche diretto Roswell: The UFO Conspiracy che ha ottenuto una nomination ai Golden Globe.
Altri film per la televisione includono The Ballad of Lucy Whipple, Courage con Sophia Loren, Scott Joplin, Descending Angel per HBO e per Showtime Color of Justice, Bobbie's Girl, e Crown Heights, sui disordini del 1991 che hanno vinto il Premio Humanitas nel 2004. Questo film ha anche ricevuto un NAACP Image Award e la nomination alla Directors Guild come miglior film per famiglie. Kagan ha anche diretto un episodio del film Taken di Steven Spielberg, vincitore di un Emmy. Ha lavorato a diverse altre serie televisive tra cui The West Wing, The Guardian, Resurrection Blvd., Picket Fences, Boomtown.
Kagan ha prodotto e diretto la serie in dieci parti The ACLU Freedom Files, nel 2006 e nel 2007 che ha ricevuto numerosi premi ed è stata trasmessa su Link TV, Court TV e PBS. Kagan ha recentemente realizzato una serie di brevi documentari e film di advocacy per le ONG, tra cui The Doe Fund, che lavora con i senzatetto e gli ex carcerati, e The Democracy School, un movimento che sviluppa la governance locale, e Bioneers, che promuove i risultati nella giustizia ambientale e sociale.

### Altre attività
Kagan è professore di ruolo presso la University of Southern California, dove tiene corsi di laurea in regia.
È stato direttore artistico del Sundance Institute di Robert Redford ed è membro del consiglio nazionale della Directors Guild of America e presidente del comitato per i progetti speciali che fornisce programmi culturali ed educativi per i 14.000 membri. Nel 2004 è stato insignito del Robert Aldrich Award per "servizio straordinario all'associazione".
Nella sua veste di membro della Directors Guild of America, Kagan modera anche la tavola rotonda annuale del gruppo con i cinque candidati di quell'anno per la miglior regia – lungometraggio.
Kagan è anche l'autore del libro Directors Close Up (2006).

## Vita privata
Kagan vive a Venice, in California, con la sua compagna Anneke Campbell, scrittrice. Sua figlia Eve si è laureata alla Harvard Ed School ed è ora attrice, scrittrice e insegnante di yoga.

## Filmografia

### Regista

#### Cinema
- The Love Song of Charles Farberman (1972)
- Scott Joplin (1977)
- Heroes (1977)
- Moses Wine detective (The Big Fix) (1978)
- Gli eletti (The Chosen) (1981)
- La stangata II (The Sting II) (1983)
- Il viaggio di Natty Gann (The Journey of Natty Gann) (1985)
- Ragazze, il mostro è innamorato (Big Man on Campus) (1989)
- Sfida d'onore (By the Sword) (1991)
- Golda's Balcony (2007)
- Shot (2017)

#### Televisione
- Un vero sceriffo (Nichols) – serie TV, episodio 1x23 (1972)
- I nuovi medici (The Bold Ones: The New Doctors) – serie TV, episodio 4x07 (1972)
- Colombo (Columbo) – serie TV, episodio 2x03 (1972)
- ABC Afterschool Specials – serie TV, episodio 2x02 (1973)
- Unwed Father – film TV (1974)
- Il monastero della morte (Judge Dee and the Monastery Murders) – film TV (1974)
- Katherine – film TV (1975)
- Scott Joplin – film TV (1977)
- Nel regno delle fiabe (Faerie Tale Theatre) – serie TV, episodio 2x03 (1983)
- Madre coraggio (Courage) – film TV (1986)
- Conspiracy: The Trial of the Chicago 8 – documentario TV (1987)
- Discesa pericolosa (Descending Angel) – film TV (1990)
- La signora del West (Dr. Quinn, Medicine Woman) – serie TV, 1 episodio (1993)
- Roswell – film TV (1994)
- La famiglia Brock (Picket Fences) – serie TV, episodi 1x03-1x15-4x06 (1992-1995)
- Chicago Hope – serie TV, episodi 1x02-2x08 (1994-1995)
- Color of Justice – film TV (1997)
- The Hired Heart – film TV (1997)
- Ally McBeal – serie TV, episodio 1x16 (1998)
- Resurrection Blvd. – serie TV, episodi 1x04-1x08-1x16 (2000)
- The Ballad of Lucy Whipple – film TV (2001)
- In tribunale con Lynn (Family Law) – serie TV, episodio 2x15 (2001)
- West Wing - Tutti gli uomini del Presidente (The West Wing) – serie TV, episodi 2x06-3x18 (2000-2002)
- Bobbie's Girl – film TV (2002)
- Boomtown – serie TV, episodio 1x08 (2002)
- Taken – miniserie TV, episodio 1x07 (2002)
- The Guardian – serie TV, episodio 1x08-1x12-2x19 (2001-2003)
- Karen Sisco – serie TV, episodio 1x02 (2003)
- The Handler – serie TV, episodio 1x07-1x09 (2003)
- Crown Heights – film TV (2004)
- Blind Justice – serie TV, episodio 1x05 (2005)

## Premi e riconoscimenti
- Primetime Emmy Awards
  - 1996 - Migliore regia di una serie drammatica - Chicago Hope, episodio Leave of Absence